# Шалон-ан-Шампань (округ)
Округ Шалон-ан-Шампань (фр. Arrondissement de Châlons-en-Champagne) — округ у Франції, в департаменті Марна. 2023 року округ об'єднував 150 муніципалітетів, населення становило 108 609 осіб.
Адміністративний центр (супрефектура) — Шалон-ан-Шампань.

## Муніципалітети
Список муніципалітетів округу та їхні коди INSEE:
1. Анс (51283)
2. Арже (51015)
3. Баконн (51031)
4. Бельваль-ан-Аргонн (51047)
5. Берзьє (51053)
6. Бінарвіль (51062)
7. Бревері-сюр-Кооль (51087)
8. Бро-Сен-Ремі (51083)
9. Бро-Сент-Коєр (51082)
10. Буї (51078)
11. Бюссі-ле-Шато (51097)
12. Бюссі-Леттре (51099)
13. Вадне (51587)
14. Вальмі (51588)
15. Варжмулен-Юрлю (51659)
16. Вассімон-е-Шаплен (51594)
17. Ватрі (51595)
18. Везіньєль-сюр-Марн (51616)
19. Верр'єр (51610)
20. В'єнн-ла-Віль (51620)
21. В'єнн-ле-Шато (51621)
22. Віллер-ан-Аргонн (51632)
23. Віллер-ле-Шато (51634)
24. Віль-сюр-Турб (51640)
25. Віржині (51646)
26. Вітрі-ла-Віль (51648)
27. Вро (51656)
28. Вуальмон (51650)
29. Гратрей (51280)
30. Дамп'єрр-о-Тампль (51205)
31. Дамп'єрр-ле-Шато (51206)
32. Дамп'єрр-сюр-Муавр (51208)
33. Доммартен-Дамп'єрр (51211)
34. Доммартен-Леттре (51212)
35. Доммартен-су-Анс (51213)
36. Доммартен-Варимон (51214)
37. Еклер (51222)
38. Екюрі-сюр-Кооль (51227)
39. Еліз-Докур (51228)
40. Еньї (51003)
41. Епанс (51229)
42. Ерпон (51292)
43. Жалон (51303)
44. Живрі-ан-Аргонн (51272)
45. Жизокур (51274)
46. Жоншері-сюр-Сюїпп (51307)
47. Жувіньї (51312)
48. Ісс (51301)
49. Колю (51168)
50. Компертрі (51160)
51. Конде-сюр-Марн (51161)
52. Конто (51166)
53. Купе (51178)
54. Купевіль (51179)
55. Куртемон (51191)
56. Куртізоль (51193)
57. Кюперлі (51203)
58. Ла-Вев (51617)
59. Ла-Круа-ан-Шампань (51197)
60. Ла-Невіль-о-Пон (51399)
61. Ла-Невіль-о-Буа (51397)
62. Ла-Шапель-Фелькур (51126)
63. Ла-Шепп (51147)
64. Лаваль-сюр-Турб (51317)
65. Ле-В'єй-Дамп'єрр (51619)
66. Ле-Гранд-Лож (51278)
67. Ле-Френ (51260)
68. Ле-Шармонтуа (51132)
69. Ле-Шательє (51133)
70. Ле-Шемен (51143)
71. Ленарре (51319)
72. Л'Епін (51231)
73. Ліврі-Луверсі (51326)
74. Мальмі (51341)
75. Марсон (51354)
76. Массіж (51355)
77. Матуг (51357)
78. Маффрекур (51336)
79. Мері-сюр-Марн (51339)
80. Мінокур-ле-Меній-ле-Юрлю (51368)
81. Монсе-Лонжва (51372)
82. Монтепре (51377)
83. Муавр (51371)
84. Муармон (51370)
85. Мурмелон-ле-Гран (51388)
86. Мурмелон-ле-Петі (51389)
87. Нуарльє (51404)
88. Нюїзман-сюр-Кооль (51409)
89. Ов (51027)
90. Ольне-сюр-Марн (51023)
91. Оме (51415)
92. Оссімон (51285)
93. Пассавант-ан-Аргонн (51424)
94. Поньї (51436)
95. Пуа (51438)
96. Рапсекур (51452)
97. Ремікур (51456)
98. Ресі (51453)
99. Рувруа-Рипон (51470)
100. Саррі (51525)
101. Сен-Жан-сюр-Муавр (51490)
102. Сен-Жан-сюр-Турб (51491)
103. Сен-Жермен-ла-Віль (51482)
104. Сен-Жибріян (51483)
105. Сен-Ілер-о-Тампль (51485)
106. Сен-Ілер-ле-Гран (51486)
107. Сен-Кантен-сюр-Кооль (51512)
108. Сен-Мар-сюр-Ов (51498)
109. Сен-Мар-сюр-ле-Мон (51500)
110. Сен-Мартен-о-Шам (51502)
111. Сен-Мартен-сюр-ле-Пре (51504)
112. Сен-Меммі (51506)
113. Сен-П'єрр (51509)
114. Сен-Ремі-сюр-Бюссі (51515)
115. Сен-Тома-ан-Аргонн (51519)
116. Сент-Етьєнн-о-Тампль (51476)
117. Сент-Марі-а-Пі (51501)
118. Сент-Мену (51507)
119. Сервон-Мельзікур (51533)
120. Серне-ан-Дормуа (51104)
121. Сернон (51106)
122. Сіврі-Ант (51537)
123. Сомм-Біонн (51543)
124. Сомм-Вель (51548)
125. Сомм-Євр (51549)
126. Сомм-Сюїпп (51546)
127. Сомм-Турб (51547)
128. Соммпі-Таюр (51544)
129. Соммсу (51545)
130. Соньї-о-Мулен (51538)
131. Суде (51555)
132. Судрон (51556)
133. Суен-Перт-ле-Юрлю (51553)
134. Сюїпп (51559)
135. Тібі (51566)
136. Тіюа-е-Белле (51572)
137. Тоньї-о-Беф (51574)
138. Фаньєр (51242)
139. Флоран-ан-Аргонн (51253)
140. Фо-Везіньєль (51244)
141. Фонтен-ан-Дормуа (51255)
142. Франшвіль (51259)
143. Шалон-ан-Шампань (51108)
144. Шампіньєль-Шампань (51117)
145. Шатрис (51138)
146. Шеньє (51146)
147. Шепі (51149)
148. Шепп-ла-Прері (51148)
149. Шервіль (51150)
150. Шодфонтен (51139)